# Viren (Linneryds socken, Småland)
Viren är en sjö i Tingsryds kommun i Småland och ingår i Ronnebyåns huvudavrinningsområde. Sjön är 4,2 meter djup, har en yta på 5,84 kvadratkilometer och befinner sig 134 meter över havet. Viren ligger i Korrö Natura 2000-område. Sjön avvattnas av vattendraget Ronnebyån. Vid provfiske har bland annat abborre, braxen, gers och gädda fångats i sjön.

## Delavrinningsområde
Viren ingår i det delavrinningsområde (627847-146282) som SMHI kallar för Utloppet av Viren. Medelhöjden är 150 meter över havet och ytan är 54,21 kvadratkilometer. Räknas de 26 avrinningsområdena uppströms in blir den ackumulerade arean 631,74 kvadratkilometer. Avrinningsområdets utflöde Ronnebyån mynnar i havet. Avrinningsområdet består mestadels av skog (69 %). Avrinningsområdet har 6,6 kvadratkilometer vattenytor vilket ger det en sjöprocent på 12,2 %.

## Fisk
Vid provfiske har följande fisk fångats i sjön:
- Abborre
- Braxen
- Gärs
- Gädda
- Mört
- Sutare